# Akira Narahashi
Akira Narahashi (jap. 名良橋 晃, Narahashi Akira; * 26. November 1971 in Chiba) ist ein ehemaliger japanischer Fußballspieler.

## Nationalmannschaft
1994 debütierte Narahashi für die japanische Fußballnationalmannschaft. Mit der japanischen Nationalmannschaft qualifizierte er sich erfolgreich für die Fußball-WM 1998. Narahashi bestritt 38 Länderspiele.

## Errungene Titel
- J. League: 1998, 2000, 2001
- Kaiserpokal: 1994, 1997, 2000
- J. League Cup: 1997, 2000, 2002

## Auszeichnungen
- J. League Best Eleven: 2001

## Sonstiges
Akira Narahashi ist der Bruder von Takuma Narahashi.